# Vrť (přírodní rezervace)
Vrť je přírodní rezervace v okresu Nymburk, katastrálním území Semice a Ostrá. Vyhlášena byla v roce 1972, v roce 2002 rozhodl Okresní úřad v Nymburku o úpravě hranic rezervace. Má rozlohu 24,5 ha.
Hlavním motivem vyhlášení přírodní rezervace je ochrana zachovalých polabských přirozených lužních lesů. Zastoupen byl především dubo-jilmový luh s typickým jarním aspektem cibulnatých bylin. Vlivem vysušení nivy dnes převládá druhově chudá dubohabřina. Na místech s nejvyšší vlhkostí se vyskytují olšiny a vrbiny. Zbytky neregulovaného ramene řeky Labe, které se postupně zazemňuje, hostí rostlinná společenstva typická pro tento biotop. Územím rezervace protéká Semický potok, jeho koryto je výrazně regulováno.

## Přírodní poměry

### Houby
Z vzácných druhů hub byl zaznamenán nález pečárky sněhobílé (Agaricus chionodermus), bedly oježené (Lepiota echinacea ) a bedly namasovělé (Lepiota subincarnata).

### Fauna
Z fauny jsou zde zastoupeni zejména ptáci, kterých tu bylo pozorováno 45 druhů. Dále jsou zde hojně zastoupeni měkkýši, jako například vlahovka narudlá (Monachoides incarnatus), keřovka plavá (Fruticicola fruticum), jantarka obecná (Succinea putris), a pavouci, například čeleď plachetnatkovitých a křižák Meta reticulata. Z obojživelníků tu žije skokan štíhlý (Rana dalmatina).

## Ochrana
Území je narušováno ze severu vyvážením odpadků a nepovoleným kácením dřevin chataři.

## Galerie

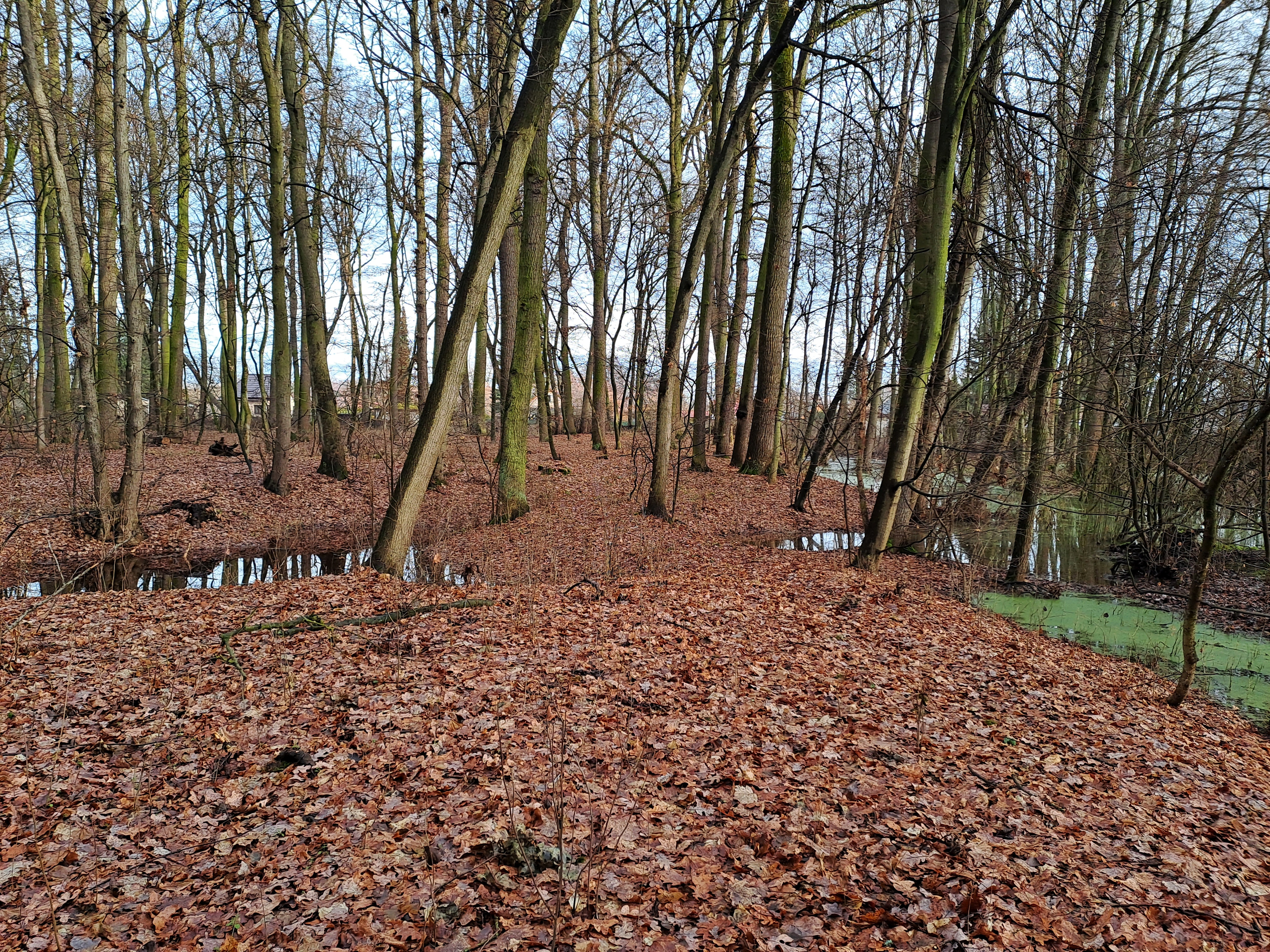
Tůň a mrtvé rameno Labe
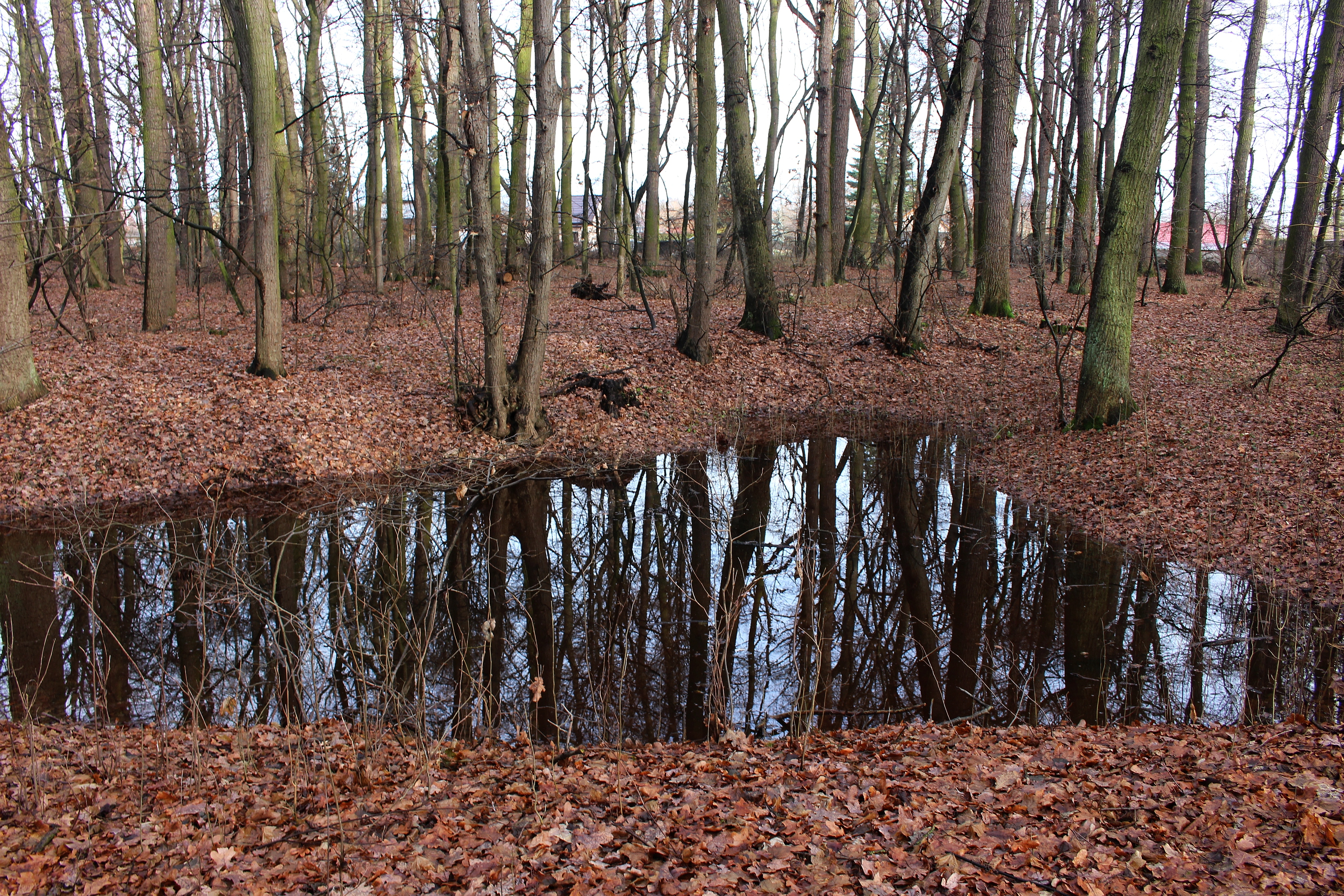
Tůň
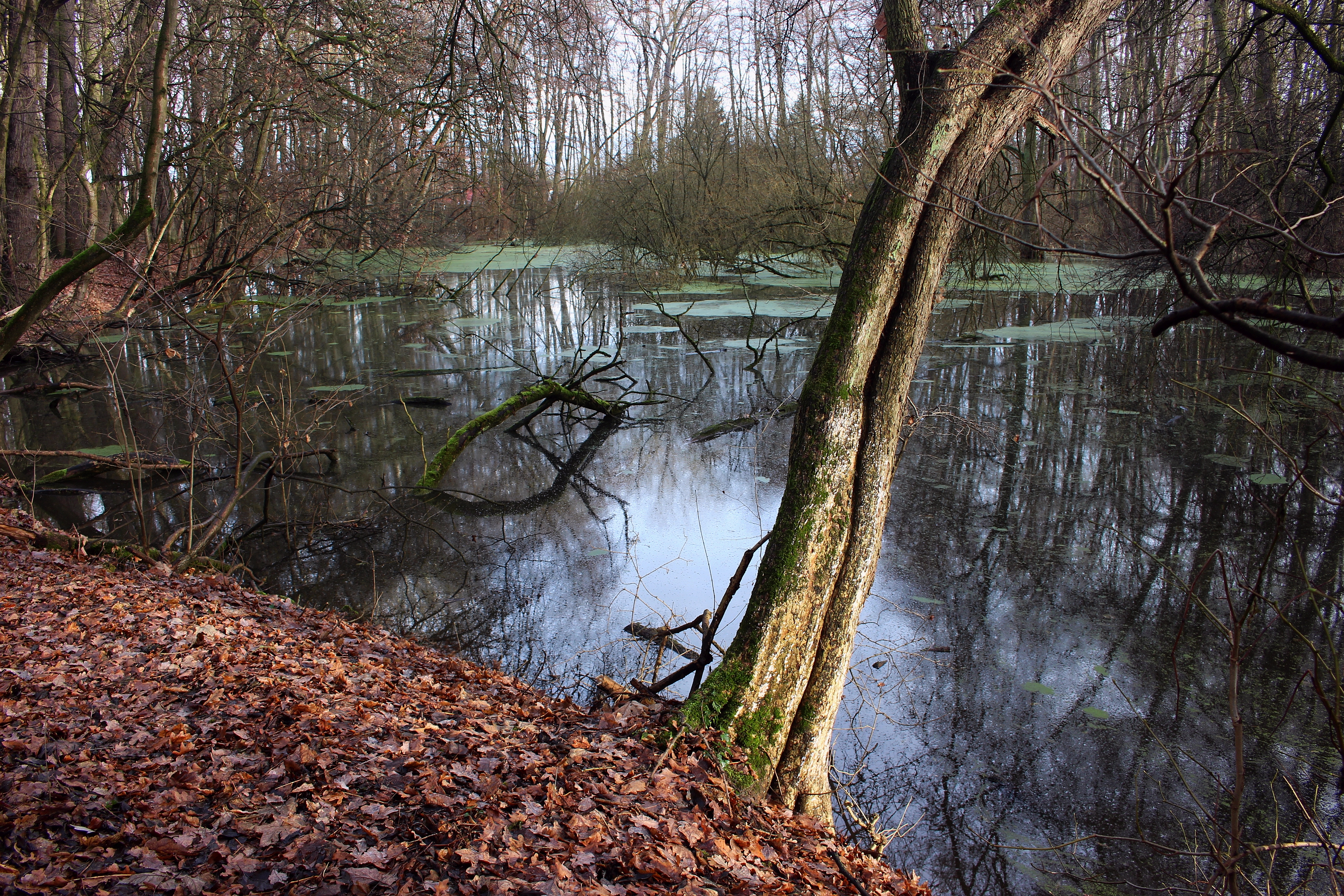
Mrtvé rameno
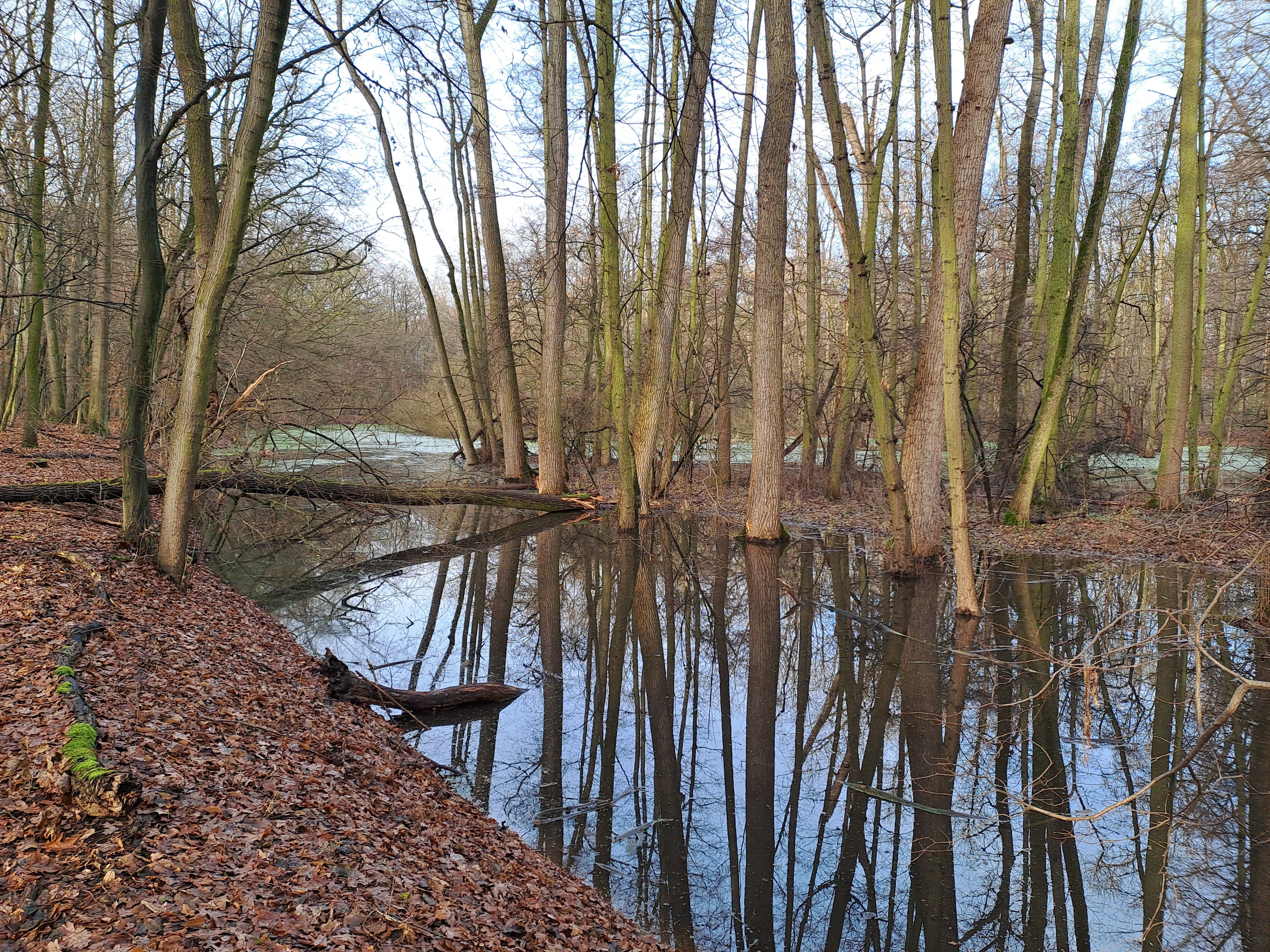
Mrtvé rameno
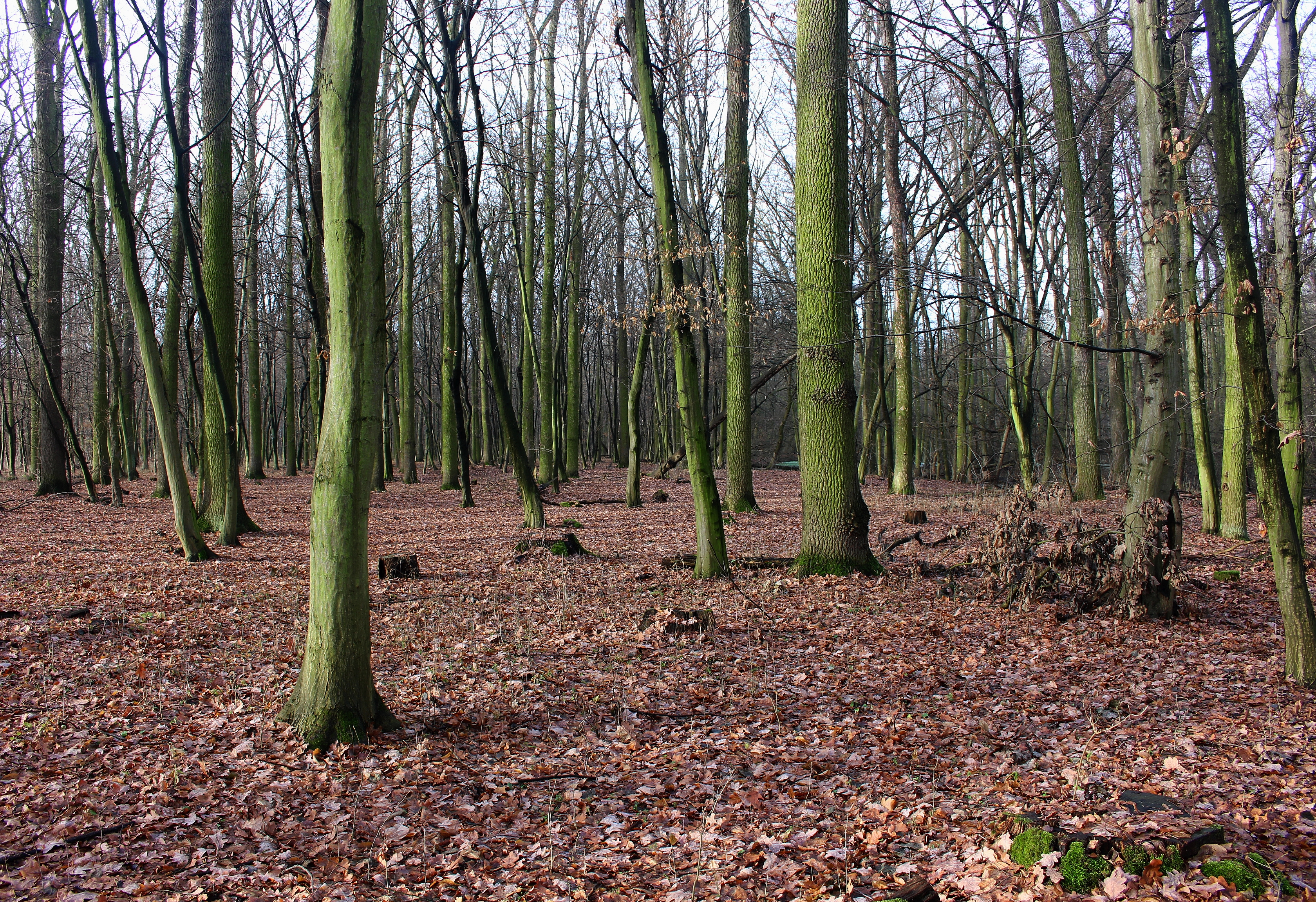
Lužní les
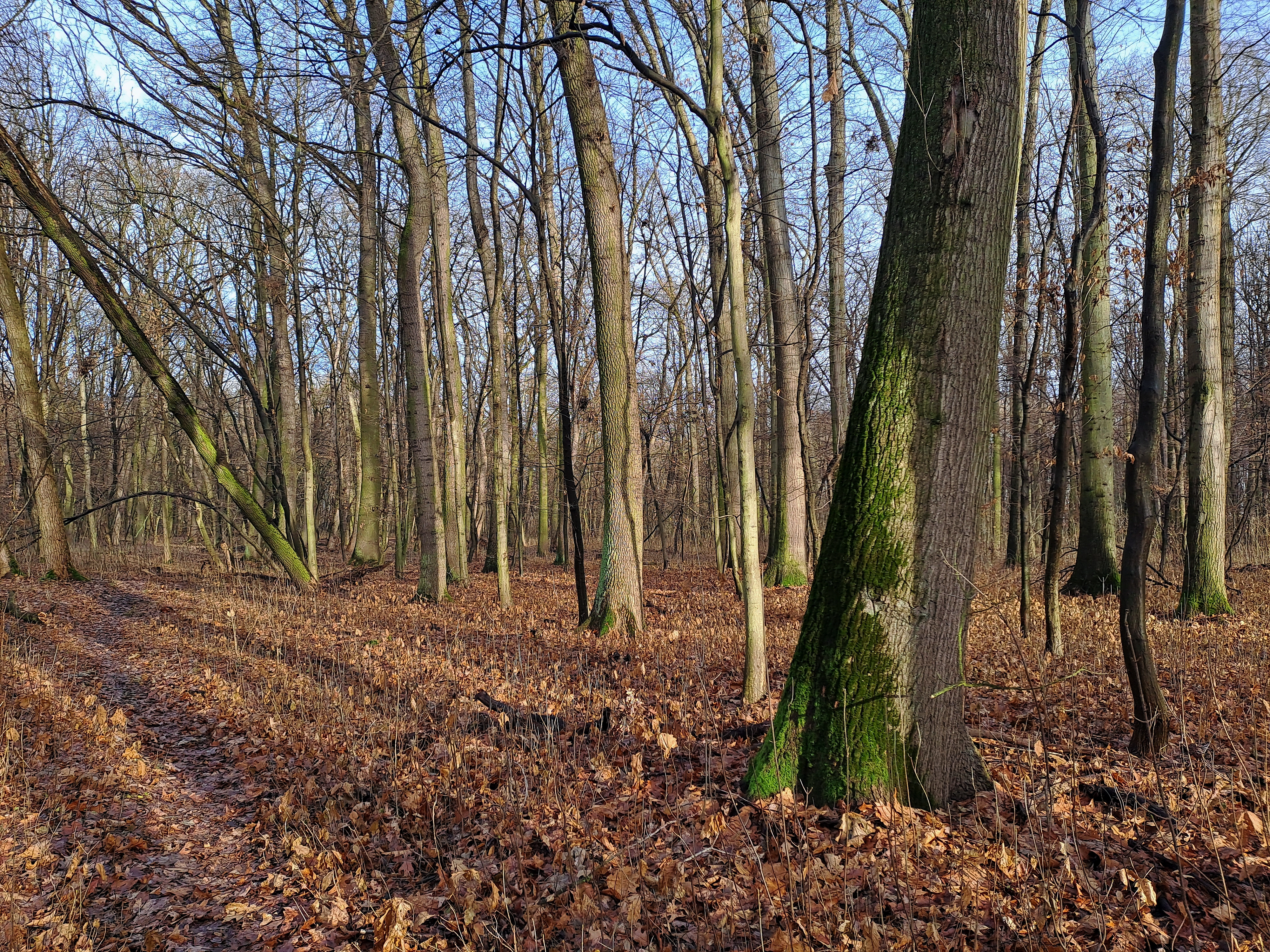
Lužní les
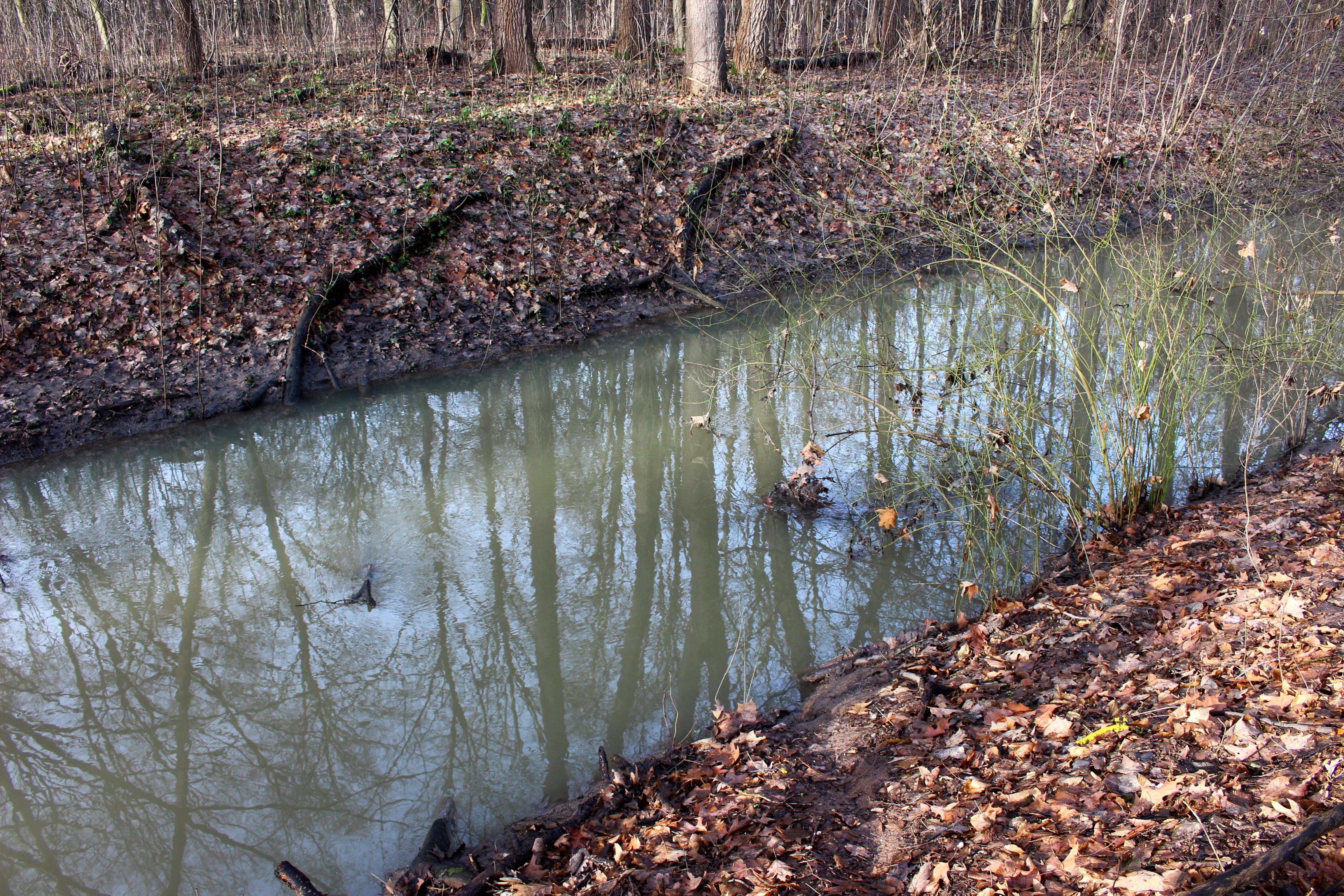
Semický potok
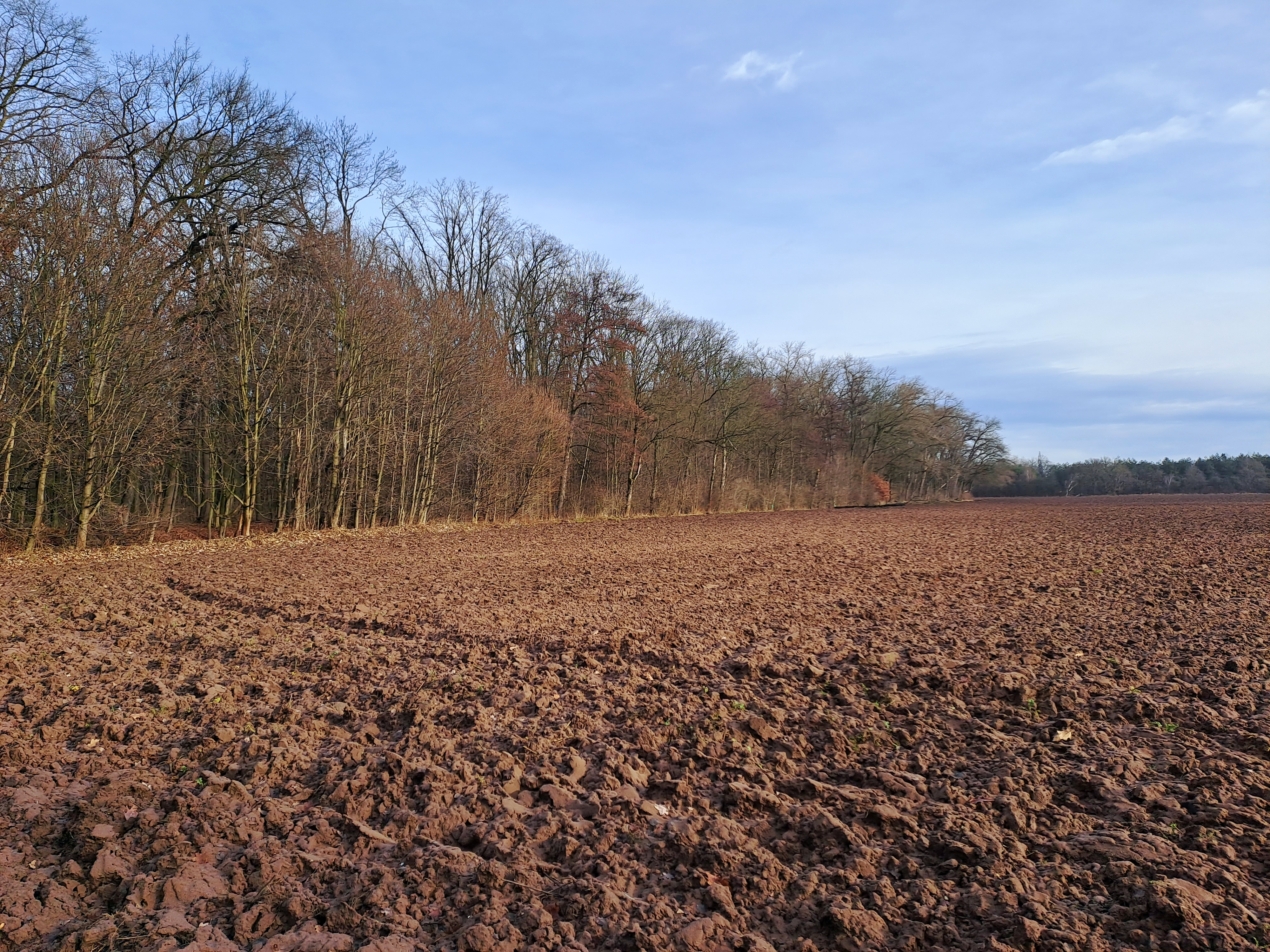
Jižní okraj rezervace